# 砥部町立砥部中学校
砥部町立砥部中学校（とべちょうりつとべちゅうがっこう）は、愛媛県伊予郡砥部町にある公立の中学校。

## 概要
愛媛県中部、伊予郡に位置する砥部町立の中学校として創立。1962年（昭和37年）に原町中学校（はらまち-）を、2009年（平成21年）に広田中学校を統合してきた経緯があり、現在では町内唯一の中学校。

## 位置
砥部町のほぼ中央、国道33号と県道砥部伊予松山線の間に挟まれた形になっており、町役場などの公共施設のほか、国道33号沿道には商業施設も多数集積している。

## 関連の小学校
- 麻生小学校
- 宮内小学校
- 砥部小学校
- 広田小学校

## 施設
学校施設
配置は概ね次のとおり。
校舎　三階建、体育館、中央に運動場、北にプールとテニスコート
砥部焼の町らしく随所に砥部焼がモチーフとして使用されている。

## 校章・シンボル等

### キャラクター
「うめ＆とべ丸」　-　砥部町な七折梅の産地として知られ、また砥部焼は愛媛県の代表的な伝統的特産品の一つである。

### 校歌
作詞：和田茂樹、作曲：久米孝義

## 歴史
- 昭和22年4月　学制改革により設立。9学級で校地は砥部小学校と共用。
- 昭和22年5月　帽章制定
- 昭和23年　大字大南甲625番地に新校舎落成。小学校との同居状態解消
- 昭和23年4月　校歌制定
- 昭和32年11月　創立10周年。プール完成（於　岩屋口、但し小学校高等学校との共用）
- 昭和36年9月　元宮内小学校の校舎を移築、講堂とする
- 昭和37年4月　原町中学校と統合、新砥部中学校となる。
- 昭和37年6月　制服制定
- 昭和38年2月　校章制定
- 昭和39年6月　現在地である砥部町千足68番地に新校舎竣工、同年7月開校式
- 昭和42年9月　校地を北に拡張し、プール・テニスコート設置
- 昭和43年4月　校訓碑建立
- 昭和44年4月　完全給食開始

## 生徒数の推移
- 昭和22年　403名　9学級[3]
- 昭和24年　444名
- 昭和26年　465名
- 昭和29年　437名
- 昭和30年　455名
- 昭和32年　418名
- 昭和34年　378名
- 昭和36年　520名
- 昭和37年　989名　原町中学を名目統合
- 昭和38年　973名
- 昭和52年　641名

※いずれも年度

## 部活動

### 運動部
- 軟式野球（男女）
- ソフトボール（女子）
- ソフトテニス（男女）
- バスケットボール（男女）
- バレーボール（男女）
- 卓球（男女）
- 剣道（男女）
- 柔道（男女）
- 陸上競技（男女）
- バドミントン（男女）
- 駅伝（臨時・男女）

### 文化部
- 吹奏楽（男女）
- 邦楽（男女）
- 美術（男女）

## 著名な出身者

### 実業家
- 豊島吉博 - 元愛媛新聞社記者、元愛媛FC代表取締役社長

### 作家
- 大森研一 - 映画監督、映像作家、脚本家

### デザイナー
- 石本藤雄 - テキスタイルデザイナー。元マリメッコ社のテキスタイルデザイナー、アラビア社の陶芸家

### ミュージシャン
- 酒井洋明 - ミュージシャン（12012ギタリスト）

### 芸能
- 石田剛太 - 俳優、ラジオパーソナリティ

### マスコミ
- 広瀬駿 - 気象予報士、毎日放送・MBSラジオ気象キャスター、元北海道テレビ放送アナウンサー
- 古谷崇洋 - 元ニッポン放送アナウンサー、元南海放送アナウンサー
- 山田修作 - 気象予報士、名古屋テレビ放送気象キャスター、元南日本放送アナウンサー